# Lengua tonal

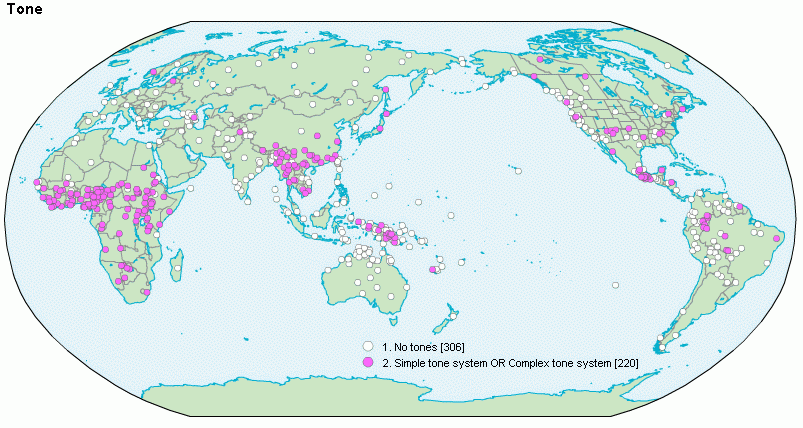
Distribución de las lenguas tonales a lo largo del mundo.

Una lengua tonal es aquella lengua en la que el contorno de la frecuencia fundamental con el que se pronuncia cada sílaba sirve para crear contrastes fonológicos y pares mínimos.

## Distribución
El tono es una característica fonológica que se encuentra en todos los continentes, aunque el ejemplo típico son las lenguas chinas de Asia. Un estudio sobre un amplio corpus de lenguas estima que cerca del 40 % de las lenguas humanas son lenguas tonales. A pesar de su amplia difusión en el mundo, las lenguas tonales se concentran básicamente en cinco regiones:
1. Asia sur-oriental: la mayoría de las lenguas sinotibetanas (como el chino mandarín), la mayoría de las lenguas kra-dai (como el tailandés), el vietnamita, etc.
2. África occidental subsahariana y lenguas bantúes.
3. Nueva Guinea.
4. Mesoamérica (lenguas otomangueanas) y lenguas na-dené en Norteamérica.
5. Muchas lenguas y familias de lenguas de la selva amazónica.

Entre las lenguas europeas, el sueco tiene dos tonos (grave o bajo y agudo o alto) que es contrastivo en las palabras de un lexema, a diferencia de las compuestas.

## Ejemplos
El chino mandarín es un idioma tonal. Existen cuatro tonos principales:
- El primer tono, que se pronuncia de forma sostenida, sin variación.
- El segundo tono, que empieza bajo y acaba alto, tal como hacemos en castellano cuando formulamos una pregunta.
- El tercer tono, que empieza medio, luego baja mucho y acaba alto.
- El cuarto tono, que empieza agudo y acaba bajo.
- Finalmente, el tono neutro, que se caracteriza por ser corto, usado básicamente en partículas auxiliares (aunque en realidad se trata de partículas cuyo tono depende del tono de la sílaba anterior, siendo el siguiente o el primero si es el cuarto el de la sílaba precedente).

Hay que hacer notar que el tercer tono, quizá el más difícil de pronunciar, tiene la cualidad de convertirse en un segundo tono cuando va precedido de otro tercer tono, y que generalmente cuando se pronuncia acompañado de otras sílabas (en la mayoría de los casos) no se pronuncia el final elevado, sino que queda como en un tono bajo.
La importancia de la correcta pronunciación de los tonos es grande, ya que puede dar pie a malentendidos y confusiones desagradables. Por ejemplo, la siguiente sílaba:
- mā, en primer tono, significa 'madre' en chino, entre otras cosas.
- má, en segundo tono, puede significar 'sésamo'.
- mǎ, en tercer tono, puede significar 'caballo'.
- mà, en cuarto tono, 'regañar'.
- ma, sin tono, es una partícula interrogativa. A veces se indica sin marca o mediante un punto (·) -indicando que no tiene un contorno específico- y la realización concreta depende del tono de las sílabas adyacentes. Los gramáticos del mandarín se refieren a este tono como el tono ligero (輕聲).

Gracias al tono pueden construirse oraciones inusuales pero comprensibles como las siguientes:
妈妈骂麻马吗? (en caracteres tradicionales 媽媽罵麻馬嗎?)
māma mà má mǎ ma?
'¿Está la madre regañando al caballo de cáñamo?'
妈妈骂马吗
māma mà mǎ ma?
'¿la madre insulta al caballo?'
No obstante, con las sílabas anteriores hay unos cuantos caracteres distintos con significados también distintos, que viéndolos escritos no dan lugar a dudas, y en el lenguaje hablado, aunque suenan igual entre sí, se pueden distinguir por el contexto.
Por el contrario, el poema de Zhào Yuánrèn «施氏食獅史» (shīshìshíshīshǐ, o sea 'Poeta come-leones en la guarida') debe comunicarse por escrito, ya que verbalmente es imposible de elucidar:
石室诗士施氏，嗜狮，誓食十狮。 施氏时时适市视狮。 十时，适十狮适市。 是时，适施氏适市。 施氏视十狮，恃矢势，使是十狮逝 世。氏拾是十狮尸，适石室。石室湿，氏使侍拭石室。石室拭，氏始试食是十狮。食时，始识是十狮，实十石狮尸。试释是事。
shīshì Shī Shì, shì shī, shì shí shí shī. Shī Shì shíshí shì shì shì shī.  shí shí, shì shí shī shì shì.  Shì shí, shì Shī Shì shì shì.  Shī Shì shì shí shī, shì shì shì, shǐ shì shí shī shìshì.  Shì shí shì shí shī shī, shì shíshì.  Shíshì shī, Shì shǐ shì shì shíshì.  Shíshì shì, Shì shǐ shì shí shì shí shī.  Shí shí, shǐ shì shì shí shī, shí shí shí shī shī. Shì shì shì shì.